# Gormathon
Gormathon è un gruppo musicale melodic death metal svedese fondato nel 2009 a Bollnäs.

## Storia
Il gruppo è stato fondato dai musicisti Stefan Jonsson (chitarra), Tony Sandberg (batteria) e Tony Sunnhag (basso e voce). Nel corso dello stesso anno si aggregarono alla band Thomas Hedlun e Peter Sonefors, rispettivamente come bassista e come secondo chitarrista.
Il loro primo singolo è stato pubblicato dopo la firma di un contratto con la Supernova Records, nel 2010, anno in cui pubblicano anche il loro primo album vero e proprio.
Nel corso del 2010, Kalle Svedåker sostituì Hedlun al basso mentre, due anni dopo, Sonefors venne sostituito al basso da Markus Albertson.

## Formazione
- Stefan Jonsson - chitarra (2009-presente)
- Tony Sandberg - batteria (2009-presente)
- Tony Sunnhag - basso, voce (2009-presente)
- Thomas Hedlun - basso (2009-2010)
- Peter Sonefors - chitarra (2009-2012)
- Kalle Svedåker - basso (2010-presente)
- Markus Albertson - chitarra (2012-presente)

## Discografia

### Demo
- 2009 - Gormathon

### Album
- 2010 - Lens of Guardian
- 2014 - Following the Beast

### EP
- 2012 - Celestial Warrior

### Singoli
- 2010 - Skyrider
- 2012 - Land of the Lost

## Videografia
- 2016 - Live at Metal Frenzy